# Station Versailles-Matelots
Station Versailles - Matelots is een spoorwegstation in de Franse gemeente Versailles. Het station is gesloten.